# Велетенські котли
Велете́нські котли́ — геологічна пам'ятка природи місцевого значення в Україні. Розташована в межах міста Коростеня Житомирської області. 
Площа 0,1 га. Статус надано 1967 року. Перебуває у віданні Коростеньської міської ради. 
Створена з метою охорони групи мальовничих скель на березі річки Уж, у межах Центрального міського парку культури та відпочинку ім. М. Островського. Скелі складаються з червоного граніту ранньопротерозойскої ери. 
Поруч розташовані ще дві геологічні пам'ятки природи: Ольжині купальні та Баранячі лоби. 